# Alexander Gustav von Schrenk
Alexander Gustav von Schrenk (o Schrenck) (1816 - 1876) fue un explorador, geólogo, químico, y botánico bosnio (actual República serbia de Bosnia).

## Carrera
Fue contratado por la Academia Rusa de las Ciencias en San Petersburgo, para realizar prospecciones petroleras en Estonia, analizando muestras geológicas y químicas en la Universidad de Tartu.

## Obra
- Bericht über eine im Jahre 1840 in die östliche Dsungarische Kirgisensteppe unternommene Reise, 1840

- Reise nach dem Balchasch und auf dem Tarbagatai, 1841

- Reise nach dem Nordosten des europäischen Rußlands, durch die Tundren der Samojeden, zum arktischen Uralgebirge, zwei Bände 1848; ins englische übersetzt 1964 als Journey to the Northeast of European Russia, through the Tundras of the Samoyeds, to the Arctic Ural Mountains.

- Orographisch-geognostische Uebersicht des Uralgebirges im hohen Norden, 1849

- Sitzungsberichte der Naturforscher-Gesellschaft zu Dorpat in den Jahren 1853 bis 1860

## Honores

### Eponimia
Género
- (Apiaceae) Schrenkia Fisch. & C.A.Mey.[3]

Especies
- (Liliaceae) Tulipa schrenkii Regel[4]

- (Plantaginaceae) Plantago schrenkii K.Koch[5]

- (Scrophulariaceae) Castilleja schrenkii Rebrist.[6]
- La abreviatura «Schrenk» se emplea para indicar a Alexander Gustav von Schrenk como autoridad en la descripción y clasificación científica de los vegetales.[7]